# Vinícius Dônola
Vinícius Rosada Dônola (Rio Claro, julho de 1969) é um jornalista brasileiro.
Começou a carreira aos 17 anos na extinta TV Metrópole, afiliada à extinta Rede Manchete na cidade de Campinas. Desde 1993 era repórter especial da TV Globo, onde trabalhou para os programas Globo Repórter, Jornal Nacional e Fantástico. Ao longo de sua carreira, ganhou vários prêmios, como o Prêmio Tim Lopes, de jornalismo investigativo, e o Prêmio Vladimir Herzog, concedido anualmente a profissionais e veículos de comunicação que se destacaram na defesa da cidadania e dos direitos humanos e sociais.
Em março de 2009 foi contratado pela RecordTV, sendo apresentado oficialmente no Jornal da Record em 8 de maio daquele ano. Na emissora, ele foi correspondente em Nova York, repórter especial do Jornal da Record e apresentador eventual do Domingo Espetacular. Em 2018, pediu demissão da Record para se dedicar a outros projetos.
Vinícius também é autor da série de livros infantis O Oco do Toco, ao lado da jornalista Roberta Salomone. O primeiro volume virou peça teatral, percorrendo diversas cidades brasileiras desde 2007.
Em agosto de 2021, depois de 12 anos voltou ao Grupo Globo de forma indireta já que ele é o idealizador do documentário, Fênix: O Voo de Davi. O projeto é uma co-produção do Globoplay com a GloboNews.
No dia 26 de setembro de 2022, ele foi anunciado como novo integrante da BandNews FM Rio de Janeiro, sucursal carioca da rede de rádio all news da Band, para ancorar o Jornal BandNews Rio 1° Edição, a partir de 03 de outubro.